# Zuckerfabrik Pelplin 1–2
Die schmalspurigen Dampflokomotiven der Zuckerfabrik Pelplin mit den Betriebsnummern 1 und 2 und einer Spurweite von 750 mm wurden von Krauss im Jahr 1896 gebaut. Mit der Verstaatlichung der Betriebe in Polen erhielten die Lokomotiven nach dem Zweiten Weltkrieg Bezeichnungen, die dem Bezeichnungssystem der Polskie Koleje Państwowe (PKP) angeglichen wurden. Die Tyb-3417 ist im Eisenbahnmuseum in Sochaczew als Exponat erhalten.

## Geschichte

### Zuckerfabrik Pelplin 1–2
Die Lokomotiven wurden von der Zuckerfabrik Pelplin 1896 bei der Münchener Firma Krauss mit den Fabriknummern 3417 sowie 3418 gekauft und erhielten die Nummern 1 und 2. Die Lokomotiven versahen bei der Zuckerfabrik Rangierdienste. Anfallende Ausbesserungen wurden in der fabrikeigenen Werkstatt durchgeführt.

### Cukrownia Pelplin Tyb-3417 und 3418
Nach dem Zweiten Weltkrieg blieben die Lokomotiven weiterhin bei der Zuckerfabrik im Dienst. Sie erhielten die Bezeichnungen Tyb-3417 sowie 3418, die dem Bezeichnungssystem der PKP - Schmalspurlokomotiven entsprachen. Dabei bedeuten T eine Tenderlokomotive, y drei Antriebsachsen und b eine hintere Laufachse. Als Ordnungsnummern wurden die Herstellernummern der Lokomotiven verwendet.
Nach 1958 wurden die Lokomotiven zu Ausbesserungen in den Zakłady Naprawcze Taboru Kolejowego (ZNTK) Nowy Sącz gegeben. Dort wurde 1966 die Nummer 2 verschrottet. Die Nummer 1 war bis zur Einstellung der Zuckerbahn (Industriebahn Pelplin) 1978 im Dienst und wurde dann dem Eisenbahnmuseum Warschau übergeben. 2023 ist die Lokomotive Exponat im Eisenbahnmuseum in Sochaczew und gilt als eine der ältesten erhaltenen Dampfloks in Polen.

## Konstruktion
Der Blechrahmen ist mit einer Stärke der Rahmenwangen von 12 mm ausgeführt, wobei innerhalb der Rahmenwangen ein Wasserbehälter angebracht ist. An den Stirnseiten des Rahmens war je eine Pufferbohle angebracht, an ihr war eine Balancierhebelkupplung angebracht. Die Antriebsachsen der Lokomotiven waren mit Innenlagerung im Rahmen geführt, die erste und zweite Achse war fest gelagert, die dritte Kuppelachse bildete mit der hinteren Laufachse ein Krauss-Helmholtz-Lenkgestell. Aus diesem Grund wurde für die Laufachse ein Außenrahmen verwendet. Treibachse war die zweite Achse. Gefedert wurden die Achsen von oberhalb der Achslager angeordneten Blattfedern.
Der Flammrohrkessel besaß eine kupferne Feuerbüchse, die nach dem Zweiten Weltkrieg durch eine stählerne ersetzt wurde. Er besteht aus zwei Schüssen. Auf dem ersten Schuss sitzt der Dampfdom mit Regler, auf dessen Haube waren zwei Sicherheitsventile nach Bauart Krauss mit Druckfedern angebracht. Auf dem zweiten Kesselschuss saß der Sanddom, mit dem durch Handbedienung gesandet werden konnte. Ursprünglich wurde die Treibachse von vorn und hinten gesandet, nach dem Umbau in den 1960er Jahren wurde die Treibachse von vorn und die dritte Achse von hinten gesandet. Die Rauchkammer besaß einen runden Verschluss. Auf ihr saß ursprünglich ein Schornstein mit einem verkehrt kegeligen Funkenfänger, später wurde dieser gegen einen Kobelschornstein der Bauart Rihosek getauscht.  Gespeist wurde der Kessel durch zwei Injektoren Bauart Friedmann mit einer Förderleistung von 60 l/min. Neben dem Rahmenwasserkasten besaß die Lok zwei seitliche Wasserkästen. Die Lokomotiven besaßen einen Ejektor Bauart Körting auf der rechten Seite, um Wasser aus offenen Gewässern aufnehmen zu können. Die Zweizylindermaschine wurde mit einer Heusinger-Steuerung gesteuert, die Zylinder besaßen Flachschieber. Der Kreuzkopf wurde zweischienig auf der Gleitbahn geführt.
Die Lokomotive hatte eine Handbremse, die auf die erste Achse wirkte. Ursprünglich war die Lok mit einer Petroleumbeleuchtung ausgestattet, diese wurde in den 1960er Jahren gegen eine elektrische mit einem Turbogenerator ausgetauscht. Der Kohlenkasten sitzt hinter dem Führerhaus. Dieses war ursprünglich zur Seite hin halboffen gestaltet, bei späteren Umbauten wurden zusätzliche seitliche Bleche angebracht.